# Calliblepharis ciliata
Espèce
Synonymes
- Calliblepharis ciliata f. angusta Holmes & Batters, 1890[2]
- Ciliaria latifolia Stackhouse, 1809[2]
- Fucus ciliatus Hudson, 1762[2]
- Rhodymenia ciliata (Hudson) Areschoug, 1845[2]
- Rhodymenia ciliata (Hudson) Greville, 1830[2]

Calliblepharis ciliata est une espèce d’algues rouges de la famille des Cystocloniaceae.